# Онасемноген абепарвовек
Онасемноген абепарвовек — первый лекарственный препарат для генной терапии спинальной мышечной атрофии. Был разработан компанией AveXis, которую затем приобрела Novartis, преобразовав в своё подразделение Novartis Gene Therapies. Торговое наименование лекарства — Zolgensma (Золгенсма). Терапия предоставляет функциональную копию гена SMN для остановки прогрессирования заболевания посредством устойчивой экспрессии белка SMN. Функциональная копия гена SMN вводится с помощью аденоассоциированного вируса (AAV) серотипа 9, AAV9, который способен преодолевать гематоэнцефалический барьер и проникать в клетки пациента, не изменяя существующую ДНК. Препарат вводится однократно как внутривенная инфузия продолжительностью 60 минут. Всем пациентам до и после инфузии препарата «Золгенсма» вводятся системные кортикостероиды. Наиболее частые наблюдаемые побочные эффекты после лечения — повышенные ферменты печени и рвота. Одобрен для лечения педиатрических пациентов в возрасте моложе 2 лет со спинальной мышечной атрофией I типа: в США (2019), в ЕС, Японии и Бразилии (2020).

## Механизм действия
Онасемноген абепарвовек представляет собой генно-терапевтическое лечение, обеспечивающее замену отсутствующего или дефектного гена SMN1 на его функциональную копию, что приводит к нормализации выработки белка выживаемости мотонейронов (SMN). Полноценный ген SMN1 находится внутри вектора аденоассоциированного вируса (adeno-associative virus 9, или AAV9). Это представитель семейства парвовирусов, который способен инфицировать клетки человека и других приматов, но при этом не является патогенным. Собственный генетический материал вируса удалён и заменён на функционально полноценный ген SMN1. После того, как ген прибывает в нужную локацию, вектор разрушается и выводится из организма. Благодаря способности онасемногена абепарвовека преодолевать гематоэнцефалический барьер (ГЭБ), с последующей трансдукцией клеток-мишеней, подтверждена экспрессия SMN в мотонейронах во всех отделах головного и спинного мозга.
Клинически доказано, что однократная инфузия препарата способна восстановить SMN-экспрессию в моторных нейронах, лишённых функционального гена SMN1.

## Показания
Спинальная мышечная атрофия (СМА) с би-аллельной мутацией в гене SMN1 и клиническим диагнозом СМА 1-го типа; СМА с би-аллельной мутацией в гене SMN1, при наличии до 3 копий гена SMN2 включительно. В США применение препарата одобрено для пациентов младше 2 лет, на территории Европейского союза применение препарата «Золгенсма» ограничено массой пациента — до 21 кг.

## Способ применения
Однократная внутривенная инфузия в течение 1 ч. До начала инфузии проводится оценка функции печени, уровня тромбоцитов и тропонина-i, проверка наличия антител против вируса AAV9. За 1 день до инфузии начинают применять системные кортикостероиды в дозе, эквивалентной 1 мг/кг массы тела в сутки, и продолжают применять их в общей сложности в течение 30 дней.

## Доклинические исследования
Заявка на маркетинговую авторизацию препарата «Золгенсма» содержала данные о проведенных доклинических исследованиях на мышах, минипигах и обезьянах Cynomolgus (Macaca fascicularis). Результаты доклинических исследований были систематизированы и проанализированы. Анализ показал, что фармакологические характеристики «Золгенсма» на мышиной модели заболевания спинальной мышечной атрофии обеспечивают принципиальное обоснование клинического использования препарата при внутривенном введении в предполагаемой популяции пациентов. Для клинических исследований фазы I была установлена терапевтическая доза «Золгенсма» на уровне 1,1×1014 вирусных геномов на кг массы тела. Основным нежелательным явлением был дозозависимый  (более 1,5×1014 вирусных геномов на кг массы тела) тромбоз предсердий. 

## Клинические испытания
На момент одобрения FDA (Управление по надзору за качеством пищевых продуктов и медикаментов США) в мае 2019 года были доступны данные по 36 пациентам с СМА I типа в возрасте от 0,5 до 7,2 месяцев. Из них трое получили низкую дозу препарата, а 33 — высокую. Из получивших высокую дозу 31 пациент на момент одобрения (4-28 мес. после начала терапии) не нуждался в постоянной вентиляции лёгких. 19 пациентов, получивших высокую дозу, были способны сидеть без поддержки. Считается, что без лечения в живых к этому моменту осталось бы примерно 8-9 пациентов и сидеть не мог бы никто. Максимальный срок наблюдения за пациентами составил 4,6 лет, некоторые из них начинают самостоятельно стоять и ходить.
Компания также ведёт исследование на пациентах, у которых симптомы ещё не наступили, они получили терапию в течение 6 недель после рождения. Все 22 пациента живы, не нуждаются в постоянной вентиляции лёгких и начинают стоять и ходить, что было бы невозможно при естественном течении болезни.
Во всех исследованиях препарата «Золгенсма» умерло два пациента по причинам, не связанным с терапией. У одного смерть произошла в результате лёгочной недостаточности, у другого — от мозговой ишемии, связанной с респираторной инфекцией. Ещё один пациент вышел из исследования, так как ему требовалась постоянная лёгочная вентиляция.

## Разработка
Novartis и AveXis (приобретена Novartis в 2018 году за 8,7 млрд долларов США) занимались разработкой онасемногена абепарвовека более 23 лет. За это время компании смогли расширить программу клинических исследований препарата с первого исследования в одном медицинском центре до 6 исследований более чем в 17 центрах в США, чтобы провести лицензирование технологий, разработать производственный процесс, построить производственную площадку, соответствующую требованиям правил производства и контроля качества лекарственных средств FDA, а также нанять и обучить команду высококвалифицированных специалистов, отвечающих за выпуск и доставку препарата.

## Программа управляемого доступа
В декабре 2019 года Novartis объявила о запуске программы бесплатной выдачи препарата «Золгенсма» в странах, где лекарство ещё не было одобрено. Из-за сложности критериев при выборе пациентов, после консультации с экспертами, Novartis решили распределять препарат по принципу лотереи. Novartis планирует поставлять бесплатно до 100 доз в год. Подход к распределению вызвал волну критики в адрес фармкомпании.

## Ценовая политика
«Золгенсма» является вторым после ELEVIDYS в списке самых дорогих лекарств в мире. Его стоимость установлена на уровне 2,125 млн долларов. В 2018 году Novartis опубликовала экономический анализ, который показал, что десятилетние затраты на лечение редких заболеваний постоянной терапией, включая СМА, колеблются от двух до пяти миллионов долларов, а производство препарата «Золгенсма» будет экономически выгодным при стоимости до 4-5 миллионов долларов для 1-го типа СМА. Таким образом, стоимость препарата регулируется не производственными расходами, а с представлениями об упущенной выгоде, как общества, так и компании производителя, что связано с редкостью и, следовательно, незначительным объёмом рынка. 

## Применение препарата в России
В середине июля 2020 года Novartis подала досье на регистрацию препарата «Золгенсма» в Министерство здравоохранения РФ. Пока «Золгенсма» не была зарегистрирована для клинического применения в России, её ввоз на территорию страны мог осуществляться только по жизненным показаниям для конкретных пациентов в соответствии с требованиями, определёнными федеральным законом № 61-Ф3 (Об обращении лекарственных средств). Для этого необходимо было решение врачебных комиссий медучреждений, а также одобрение на ввоз со стороны Министерства здравоохранения РФ. Осуществлять применение этого препарата в России могли два федеральных центра, которые получили полномочия после прохождения необходимого обучения, организованного Novartis.
На 23 июля 2020 года укол препарата «Золгенсма» получили 16 российских пациентов. Пациенты, прошедшие лечение, получили его за счёт средств благотворительных фондов и отдельных меценатов. Известно, что на лечение препаратом «Золгенсма» детей с диагнозом СМА жертвовали средства бизнесмены Владимир Лисин, Владимир Гуриев, Алишер Усманов.
В сентябре 2021 года компания Novartis прекратила действие программы управляемого доступа в России. Одним из главных правил участия в ней было отсутствие финансирования препарата государством, в котором проживает пациент. С июля 2021 года созданный Президентом РФ благотворительный фонд «Круг добра» одобрил финансирование лечения препаратом «Золгенсма» 9 пациентам из средств федерального бюджета, что стало основанием для закрытия программы. За время работы программы препарат получили 22 пациента из России.
В декабре 2021 года препарат зарегистрировали в России.